# ان‌جی‌سی ۷۸۳۵
ان‌جی‌سی ۷۸۳۵ (انگلیسی: NGC 7835) یک کهکشان مارپیچی است که در فاصله ۲۱۵ میلیون سال نوری از زمین در صورت فلکی ماهی قرار دارد. این کهکشان در ۲۹ نوامبر ۱۸۸۴ توسط ستاره شناس آلبرت مارت کشف شد.